# Patriotten

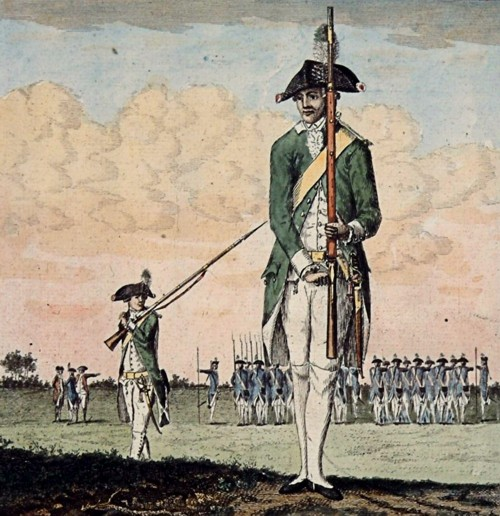
Leden van het eerste exercitiegenootschap De Vrijheid, opgericht in Dordrecht in 1783

De patriotten in de Republiek der Zeven Verenigde Nederlanden waren burgers uit gegoede huize die aan het einde van de 18e eeuw democratisering van het landsbestuur wilden stimuleren door aan het, zoals zij dat zagen, falende absolutistische bestuur van stadhouder Willem V, prins van Oranje-Nassau, een halt toe te roepen. Zij eisten hervormingen in het bestuur, begonnen zich te wapenen en vormden zo in de loop der jaren in steeds meer steden een macht die onder meer aandrong op een verkiezing van het stadsbestuur, de vroedschap, door vooraanstaande bewoners van de betreffende stad. Aanhangers van de stadhouder ging men prinsgezinden of orangisten noemen, de patriotten werden ook kezen genoemd.
In 1786 en 1787 braken er op sommige plaatsen gevechten uit, zodanig dat er een korte burgeroorlog woedde. Een Pruisisch leger viel met 19.000 man in september–oktober 1787 de Republiek binnen en ondervond daar niet veel weerstand. Zo kon snel de macht van Willem V worden hersteld (Oranjerestauratie), waarna het stadhouderlijk stelsel nog zeven jaar kon worden voortgezet. Duizenden patriotten vluchtten naar Frankrijk en kwamen pas terug na de succesvolle revolutionaire Franse veldtocht in de Nederlanden (1792–1795), waar sommigen aan deelnamen in het Bataafs Legioen. De jaren 1780–1787 waarin de patriotten de Nederlandse politiek domineerden wordt wel de Patriottentijd genoemd.

## Achtergrond

### Etymologie
De term patriot (van het Griekse πατριώτης [patriootes], "landgenoot") was in de 17e eeuw al eens gehanteerd door anti-Orangisten, maar toen Franse troepen de Republiek binnenvielen in 1747, waren er zichzelf "patriotten" noemende burgers die de terugkeer van het Oranje stadhouderschap eisten, hetgeen het einde betekende van het Tweede Stadhouderloze Tijdperk (1702–1747). Vanaf 1756 zouden republikeinse regenten wederom de naam "patriotten" aannemen. De prinsgezinden trachtten de term weliswaar opnieuw toe te eigenen, maar werden in het defensief gedrongen, wat bleek toen een van hun weekbladen zich hernoemde tot De Ouderwetse Nederlandsche Patriot. Patriottisme en anti-Orangisme waren synoniem geworden.

### Aristocraten en democraten
De patriotten kunnen ruwweg worden verdeeld in twee aparte groepen: aristocraten en democraten. De aristocratische patriotten (ook wel oudpatriotten genoemd), aanvankelijk de sterksten, kunnen als oppositionele regenten worden beschouwd, die ofwel in de zittende facties probeerden door te dringen ofwel het "Loevesteinse" ideaal van een republiek zonder Oranje poogden te bereiken; zij kwamen voort uit de Staatsen. De democratische patriotten ontstonden later en vonden hun aanhang vooral in de burgerij buiten de regentenklasse; zij streefden naar democratisering van de Republiek.

### Motieven
De patriotten - vaak uit christelijke, maar ook uit seculiere verlichte kringen - waren beïnvloed door de ideeën van Jean Jacques Rousseau over de volkssoevereiniteit en algemene wil.
De patriottenbeweging was enerzijds een reactie van regenten die hun macht ingeperkt zagen door de Regeringsreglementen van 1748. Willem V had daarmee benoemingsrechten verkregen waarmee een patronagestelsel was ontstaan. Daarmee was een constructie ontstaan waarbij de regenten afhankelijk werden van de erfstadhouder, die een dienaar was van de staten en daarmee van hen. Naast deze oudpatriotten ontstond een democratische beweging die juist bezwaar maakte tegen het oligarchische karakter van het bestuur. Deze patriotten wilden dat vroedschappen niet langer zichzelf aanvulden vanuit de heersende oligarchie van regentenfamilies, maar dat grotere delen van de burgerij erin werden vertegenwoordigd. Dat katholieken en doopsgezinden in geen enkel bestuur zaten, was voor hen onverteerbaar. Verder moesten niet de vroedschappen of de stadhouder, maar de burgers hun burgemeesters en bestuurders kiezen.
Hoewel de motieven dus van verschillende aard waren, noemden de anti-orangisten zich allen patriotten, al steunden niet alle anti-orangistische regenten de toenemende politieke participatie van de burgers. Zij vreesden de mogelijke democratische beweging waardoor zij mogelijk meer zouden verliezen dan winnen en werden aristocraten genoemd.
Patriotten waren voorvechters van een meer representatieve volksvertegenwoordiging, vrijheid van vergadering en vrijheid van meningsuiting. Vanaf 1781 verzetten ze zich tegen de aristocratie met haar lucratieve en erfelijke ambten, privileges en pro-Engelse houding. De ideeën over gelijkheid van protestanten, joden, dissenters en katholieken waren afkomstig van Franse en Schotse natuurfilosofen ten tijde van de Verlichting.

### Programma
Het programma van de patriotten kan in drie punten worden samengevat:
- herstel van de macht van de Republiek met als voorbeeld de (staatsgezinde) leiders uit de 17e eeuw, zoals Johan de Witt en Johan van Oldenbarnevelt;
- herstel van medezeggenschap uit de tijd van voor de Unie van Utrecht, toen de schutterij nog invloed kon uitoefenen op het stadsbestuur;
- materiële en morele herbewapening, dat wil zeggen democratische of politieke scholing van de leden schutterij.

Daarbij werden alle mogelijke middelen met veel bevlogenheid ingezet, zodat de patriotten voor tijdgenoten het onderwerp werden van spot.

## Vroege geschiedenis (1775 – 1782)

### Amerikaanse Revolutie
De patriotten werden actief toen handelsbetrekkingen en nieuwe afzetmogelijkheden met de Verenigde Staten, zowel in de Republiek en als in West-Europa een grote rol speelden. Van groot belang waren de heersende ideeën om uitgesloten burgers bij bestuur en de politiek te betrekken. Op die manier zou niet alleen de invloed van de bevolking toenemen, maar ook een andere koers kunnen worden gevaren tegenover Engeland, dat zich op veel terreinen oppermachtig manifesteerde. De patriotten raakten geïnspireerd door de Amerikaanse Onafhankelijkheidsoorlog (1775 – 1783) en -Verklaring (1776) en waren derhalve anti-Engels en pro-Frans. Dit in tegenstelling tot Oranjes, die verwant waren aan het Britse (en Pruisische) koningshuis, zich tegen een democratisch-republikeinse revolutie keerden en Londens aanspraken op de Amerikaanse koloniën verdedigden.
1780 wordt over het algemeen gezien als het beginpunt van het grote conflict tussen patriotten en prinsgezinden. Toen de Republiek dreigde toe te treden tot de Verbond van Gewapende Neutraliteit om haar recht om te handelen met de opstandige Amerikaanse koloniën, verklaarde Groot-Brittannië de oorlog: de Vierde Engels-Nederlandse Oorlog (1780–1784). De patriotten grepen de gelegenheid aan om te proberen zich geheel van Oranje te ontdoen en gingen een bondgenootschap aan met de Amerikaanse republikeinse rebellen. De Orangisten wilden de oorlog niet, omdat zij daarmee gedwongen waren om tegen hun Britse bondgenoten te vechten.

### Strijd om de publieke opinie

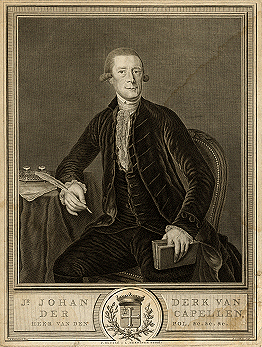
Joan Derk van der Capellen tot den Pol schreef anoniem het patriotse pamflet Aan het Volk van Nederland.

Met het verschijnen van het patriottisch tijdschrift De Post van den Neder-Rhijn in januari 1781 werd in de Nederlanden de periodieke politieke opiniepers geboren. Volgens dominee François Adriaan van der Kemp is de Vierde Engelse Zeeoorlog aangegrepen om tot een theoretische en praktische bevatting van 's Volks Rechten te komen.
Een ander prominent patriot was Joan Derk van der Capellen tot den Pol, die in 1778 uit de Overijsselse Staten werd gezet vanwege zijn pro-Amerikaanse houding. Ook had hij een boek vertaald over burgerbewapening, met nieuwe ideeën uit Schotland. In het volgens justitie zeer oproerig en lasterlijk libel of geschrift Aan het Volk van Nederland, anoniem verspreid in september 1781, met scherpe kritiek op de stadhouder, riep Van der Capellen op tot het indienen van petities en naar Zwitsers voorbeeld tot burgerbewapening om die vrijheid te verdedigen. Ten eerste om misstanden aan de kaak te kunnen stellen zoals regenten, die onderling baantjes verdeelden, ruilden of verkochten. Ten tweede om de incapabele en weifelachtige stadhouder Willem V, beschuldigd van willekeur, te controleren en in zijn naar absolutisme neigende macht in betrekking tot de vroedschappen te beperken. Vooral in de gewesten Utrecht (sinds de Hollandse Oorlog (1674), Overijssel (sinds de Tweede Münsterse Oorlog) en Gelderland had de erfstadhouder in 1747 veel voorrechten verkregen.

### Patriotse organisatie
Niet alleen op de stadhouder, zijn "eerste minister", de hertog van Brunswijk en het leger was kritiek, ook op de verstarde structuur van de schutterij, de gilden en het polderbestuur en het dijkwezen. Veel patriotten waren actief in de Oeconomische Tak, die onderzoek, opleiding en nieuwe werkgelegenheidsprojecten stimuleerde. In plaatsen, waar de vroedschap veel patriotten telde, lukte het de invloed van de stadhouder op de benoemingen in de stadsregering te beperken, bijvoorbeeld in Utrecht, Heusden, Alkmaar, Wijk bij Duurstede en Bolsward, waar respectievelijk Cornelis van Foreest, François Adriaan van der Kemp en Cornelis van den Burg veel invloed hadden.
Tot ver in de 19e eeuw waren er geen politieke partijen in Nederland en werd het plaatselijke en landelijke beleid beheerst door de verschillende facties, die de handen ineen sloegen. Er ontstond meer overleg tussen de steden en hun provinciale afgevaardigden om tot hervormingen te komen. De patriotten verzamelden zich ieder jaar rond 5 augustus om de Slag bij de Doggersbank (1781) te herdenken en om het belang van een goede vloot te propageren. Het volgende doel was een zo goedkoop mogelijk en vrijwillig provinciaal leger te organiseren, en om het grote aantal buitenlanders in het Staatse leger te beperken.

## Opkomst exercitiegenootschappen (1783–85)

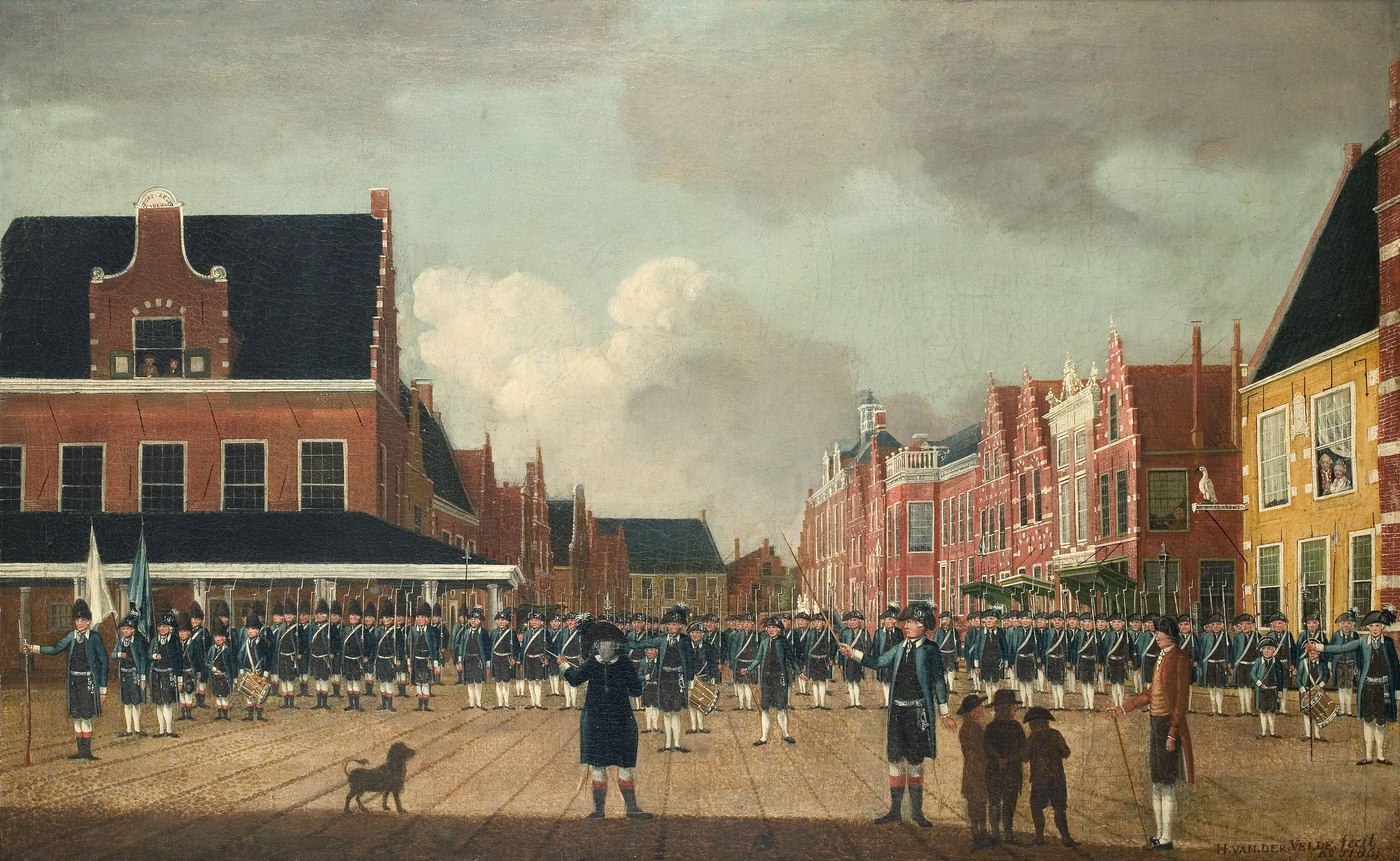
Het Exercitiegenootschap van Sneek (1786), verzameld op de Marktstraat, door Hermanus van de Velde. Fries Scheepvaart Museum, Sneek

Het eerste exercitiegenootschap de Vrijheid werd in 1783 in Dordrecht opgericht. Het genootschap in Rotterdam werd in 1784 verboden, nadat op 3 april rellen waren uitgebroken en vier doden en drie gewonden waren gevallen.
Een excercitiegenootschap of vrijkorps in Utrecht nam de zinspreuk aan 'pro patria et libertate' - hetgeen wil zeggen voor vaderland en vrijheid.
Op een van de vaandels van een excercitiegenootschap stond een arm met een olijftak en achter die olijftak een zwaard in de vuist, met het bijschrift 'ad utrumque paratus' - hetgeen wil zeggen bereid tot zowel het een als het ander.
Enkele leden van vrijkorpsen waren betrokken bij vijandelijkheden met soldaten.
Kaat Mossel en Ruige Keet speelden een prominente rol en de "stadhouderes van 't graauw" werd gearresteerd. Het dragen van kleurige symbolen werd verboden. Veel patriotten droegen vervolgens een zwart lint aan hun hoed in de vorm van de V van "vrijheid".
Een tamelijk onbelicht incident in oktober 1784, de Keteloorlog, met de Oostenrijkse keizer Jozef II omtrent de aanvallen op de hertog van Brunswijk, de vrije vaart op Indië en de Schelde - al tweehonderd jaar door de Hollanders en Zeeuwen afgesloten - werd in januari 1785 aangegrepen om opnieuw provinciale legers in het leven te roepen en een soort dienstplicht in te voeren. Een soortgelijke beslissing om plaatselijke legertjes te formeren, had Johan van Oldenbarneveldt, tegenstander van prins Maurits en een van de voorbeelden voor de patriotten in 1619 de kop gekost. Niet iedereen stond te juichen en sommigen haakten snel af.
In maart 1785 deed Willem Gerrit Dedel (1734-1801), raad bij de Admiraliteit van Amsterdam een voorstel het recommendatierecht van de stadhouder af te schaffen. In april 1785 vroegen de Gelderse patriotten om herziening van het Regeringsreglement.
Het Leids Ontwerp is opgesteld, nadat het exercitiegenootschap in Leiden op 23 juli verboden was om te oefenen op het drilveld. De exercitiemeester werd beboet met 25 gulden. In het "Ontwerp om de Republiek door eene heilzaame Vereeniging van Belangen van Regent en Burger van Binnen Gelukkig en van Buiten Gedugt te maaken", Leiden, aangenomen bij besluit van de Provinciale Vergadering van de Gewapende Corpsen in Holland, op 4 oktober 1785 te Leiden is voor aantrekkelijke stedelijke en provinciale ambten een nieuwe regeling geformuleerd.
Aanwezig waren Pieter Vreede, voorzitter, François Adriaan van der Kemp, afgevaardigd door het genootschap uit Heusden, Jacobus Blaauw uit Gouda, Wybo Fijnje uit Delft, Cornelis van Foreest uit Alkmaar en Rutger Jan Schimmelpenninck in oktober 1785. De afgevaardigden van de exercitiegenootschappen uit Holland, waaronder ook dat uit Westzaan, genaamd "Het doel waar voor onze ijver brandt, is Vrijheid in het Vaderland" vertegenwoordigden 3.180 manschappen, waarvan 800 uit Alkmaar. Er werd geen melding gemaakt van de vier sessies aan de "nieuwspapieren".
De burgerbewapening dient zeker niet alleen eng-militair te worden beoordeeld, maar vooral ook als een demonstratie van burgerzin, democratische ambitie (zoals blijkt uit het kiezen van officieren) en politiek activisme. De burgerbewapening speelde niet alleen in Nederland, maar in half Europa en de Nieuwe Wereld een belangrijke rol bij de verspreiding van nieuwe ideeën.

## Scheuring aristocraten en democraten (1785–86)

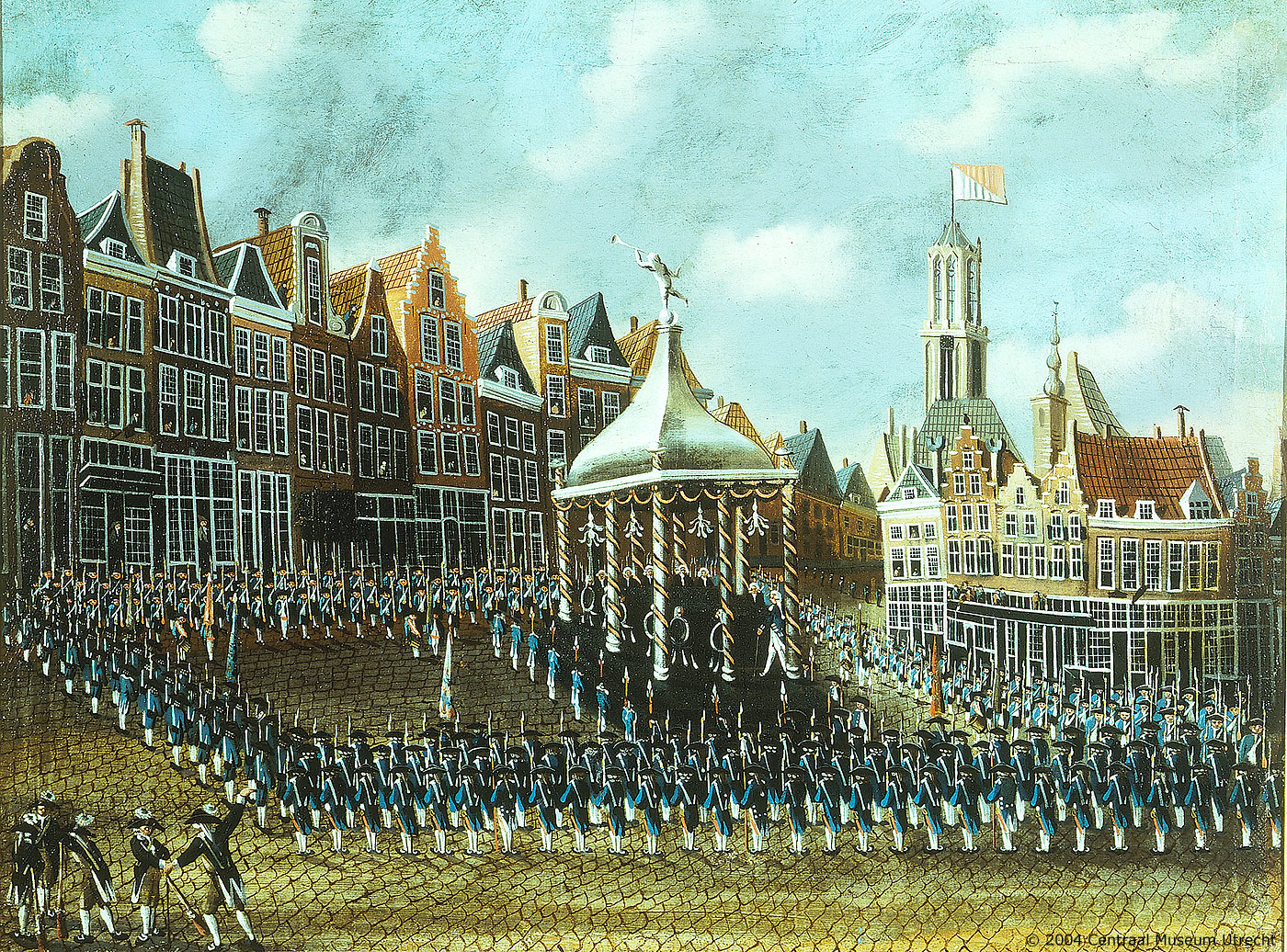
Patriotten op de Neude in 1786

Ook binnenhuis moest orde op zaken worden gesteld. Steeds duidelijker kwam aan het licht dat de patriotten verdeeld waren in twee stromingen, die verenigd werden door hun afkeer van de stadhouder en het stadhouderlijk stelsel, maar ook inzake een verbond ofwel een handelsverdrag met Frankrijk. Johannes Conradus de Kock verdedigde in april 1785 J.C. Hespe, de plaatselijke drukker, die door Joachim Rendorp was aangeklaagd en veroordeeld tot water en brood. De veroordeling leidde volgens Bilderdijk tot een breuk tussen de aristocraten en democraten. Sommige aristocraten begonnen over te hellen naar de stadhouderlijke partij. De Kock zag dat als een bedreiging voor de democratisch patriotten, die bij benoemingen meer invloed van het volk en juist minder invloed van de stadhouder voorstonden. In diverse steden was een probleem omtrent vacante vroedschapszetels, die alleen opgevuld mochten worden met gereformeerden, die over genoeg kapitaal beschikten: Alkmaar was de eerste stad in de Republiek die Joden toeliet tot de vroedschap. In Deventer werd voorgesteld om de leeftijdsgrens te verlagen.
De Republiek is in 1785 een verbinding aangegaan met Frankrijk, mogelijk om meer met meer daad en kracht verlichte, democratische en humanitaire ideeën aan de man te brengen, maar vooral met haar steun oppositie te kunnen voeren. Frankrijk zou het evenwel in september 1787 pijnlijk laten afweten.
Tijdens een landelijke bijeenkomst van exercitiegenootschappen in 1786 in Utrecht werd een radicale beslissing genomen. Een jaar eerder was al besloten dat niet de stadhouder, maar de exercitiegenootschappen de leden voor de vroedschap zouden moeten kiezen. De vroedschap van Utrecht werd op zeven leden na afgezet. In die stad was de uit Ceylon afkomstige Quint Ondaatje actief. In de provinciale Staten van Utrecht ontstond grote verdeeldheid, waarop de prinsgezinde statenleden besloten in Amersfoort te vergaderen. Op 7 augustus kwam de Acte van Verbintenis tot stand.

## Militaire escalatie (1786–87)

### Bezetting van Hattem en Elburg
H.W. Daendels, kapitein van het exercitiegenootschap in Hattem, liet zich inspireren door de veranderingen in Utrecht, toen hij in mei het stadsregeringsreglement buiten werking zette en op 8 augustus verkondigde het stadje militair te verdedigen, waar de prinsgezinde kandidaten voor de vroedschap niet langer werden geaccepteerd en de verkiezing als een interne zaak worden beschouwd. Ook de predikanten van Elburg hielpen de bolwerken en wallen te herstellen. De Gelderse stadhouderlijke troepen onder het bevel van generaal Johan Carel Spengler werden verplaatst en bezetten op 5 september Hattem en Elburg zonder veel moeite.
Op 22 september schorsten de Staten van Holland de stadhouder als kapitein-generaal van hun gewest. Eind september 1786 werd het de exercitiegenootschappen in Gelderland en Friesland verboden onderling te overleggen en hulp te sturen. De stad Utrecht veranderde in een legerkamp om een eventuele stadhouderlijke aanval af te slaan. De patriottische pers sprak inmiddels van een burgeroorlog. Naar het schijnt waren alleen voorzichtige en individualistische acties nog mogelijk. De patriotten gebruikten vanaf die tijd een keeshondje als symbool, omdat Cornelis de Gijselaar de stadhouderlijke poort naar het Binnenhof was opgereden.

### Slag bij Jutphaas en Bijltjesoproer

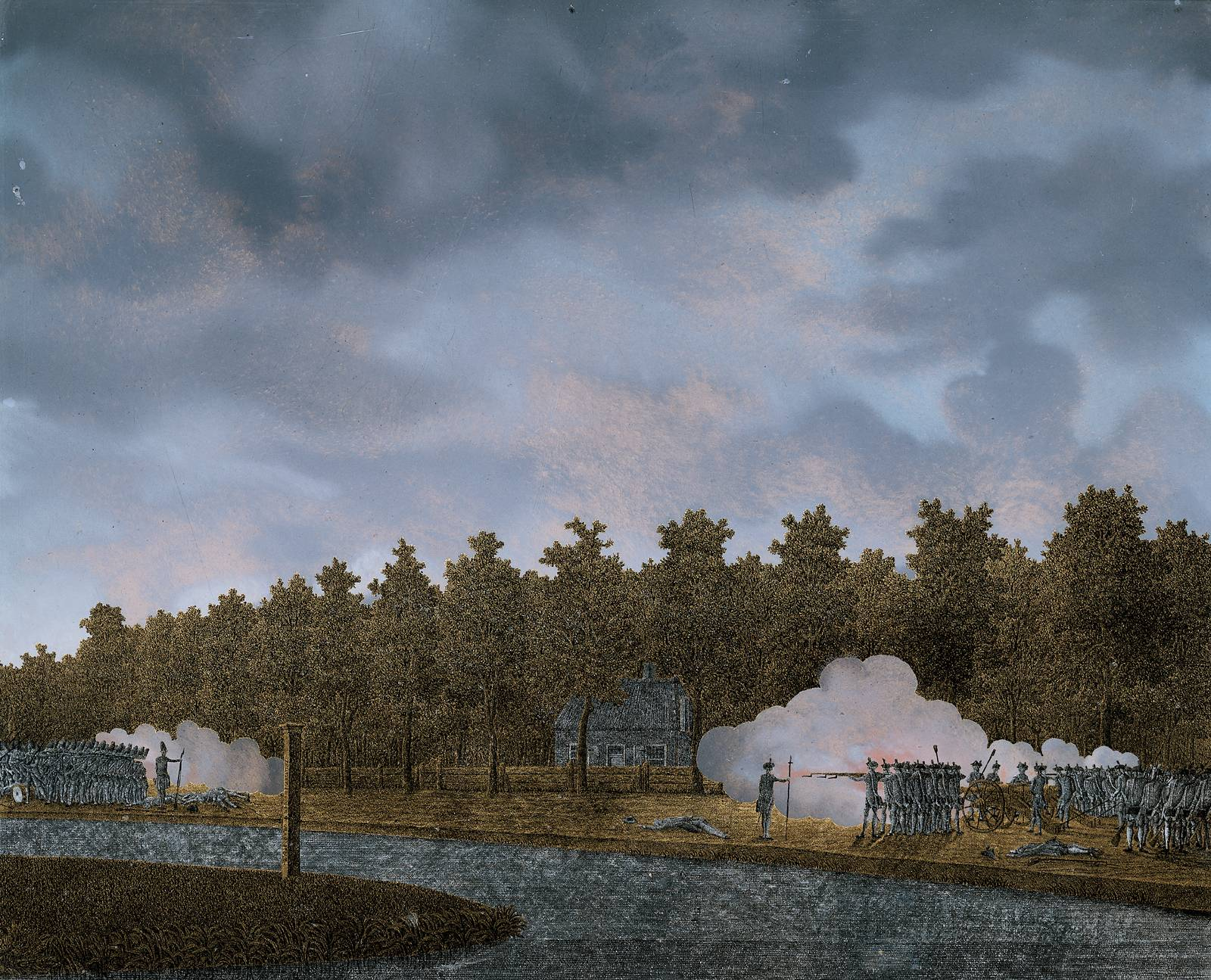
Slag bij Jutphaas op 9 mei 1787. Rechts de Utrechtse patriotten, links de troepen van de stadhouder.

De stadhouder bleef ondanks diplomatieke pogingen van Pieter Paulus, de Duitse diplomaten Friedrich Wilhelm von Thulemeyer en Johann Eustach von Görtz alsmede de Engelse gezant James Harris, graaf van Malmesbury, passief. Hij wilde of kon geen veranderingen accepteren, maar ook de pensionarissen van de steden Dordrecht, Haarlem en Amsterdam hielden voet bij stuk. Die stonden erop dat de burgemeesters op een andere manier gekozen zouden worden. De zaak laaide opnieuw op toen in Amsterdam en Rotterdam eind april/begin mei een aantal prinsgezinde vroedschapsleden en burgemeesters werden vervangen. Burgemeester Hendrik Hooft speelde een leidende rol en 16.000 mensen tekenden een petitie. Op 9 mei 1787 kwam het in de provincie Utrecht tot een slag bij Jutphaas, die de patriotten met steun van Holland wonnen. De orangistische aanval was georganiseerd vanuit Amersfoort, waar de verbannen prinsgezinde Staten van Utrecht zich hadden gevestigd. Er viel een klein aantal slachtoffers, onder andere bij Vreeswijk. Bovendien kwam Amsterdam enkele dagen later stevig in patriotse handen nadat het prinsgezinde Bijltjesoproer (30 mei) werd neergeslagen. Aan het eind van die maand werd een totaalverbod op de aanschaf van wapens uitgevaardigd, waardoor de patriotten nog meer in woede ontstaken.

### Patriots momentum
Met het feitelijke uitbreken van de burgeroorlog hadden de patriotten het tij mee: de Staten van Holland en de Utrechtse patriotten vormden in rap tempo een gemeenschappelijke defensie en de Hollandse troepen marcheerden de Domstad binnen ter versterking. Volgens de Unie van Utrecht (1579) mocht dit niet, maar radicale patriotten betoogden dat de Unie verbroken was door het eerste wapengekletter. De prinsgezinden hadden een enorm gebrek aan militaire kennis en konden nauwelijks geld bijeen brengen. Er werden tevens plannen gemaakt om een orangistische staatsgreep te plegen door met een omweg de stadhouder in Den Haag te krijgen en de patriotse regenten te arresteren; hierover werd onder meer vergaderd in Nijmegen op 13 mei. Bij een volgende vergadering in Amersfoort op 19 juni zag Willem evenwel van het plan af. Wel slaagden de prinsgezinden erin om patriotse groepen in Friesland, Overijssel en Gelderland te isoleren van het bolwerk Holland–Utrecht. In juni ontwapenden stadhouderlijke troepen patriotse burgerkorpsen in Zutphen (hierbij viel 1 dode), Doesburg, Doetinchem, Lochem en Groenlo. Willem V verzamelde vanuit Amersfoort meer troepen bij Zeist, terwijl hij een belegering van de stad Utrecht voorbereidde en ijverde voor een Pruisische interventie.

### Aanhouding bij Goejanverwellesluis
Enkele weken later vertrok prinses Wilhelmina vanuit Nijmegen naar Den Haag in een poging om een verdere escalatie te vermijden, maar mogelijk ook om steun te verwerven. (Er waren enkele jaren eerder besprekingen gehouden dat zij meer taken van haar man zou overnemen, die het aan overzicht ontbrak). Toen zij op 28 juni werd aangehouden langs de Vlist en opgebracht naar Goejanverwellesluis door het exercitiegenootschap uit Gouda, riep zij haar broer, de koning van Pruisen, te hulp. Op 10 juli eiste Frederik Willem genoegdoening van Holland, dat echter weigerde excuses aan te bieden. In plaats daarvan richtten de patriotten de Commissie van Defensie op 19 juli 1787 op, die de verdediging moest organiseren van Holland en Utrecht. Op 26 juli mislukte een aanval op de stadhouderlijke troepen bij Paleis Soestdijk, waarbij minstens één Pruisische soldaat werd omgebracht. Op 2 augustus ontplofte de Onze-Lieve-Vrouwe-kerk in Amersfoort, waar stadhouderlijke troepen munitie hadden opgeslagen.

### Pruisische interventie

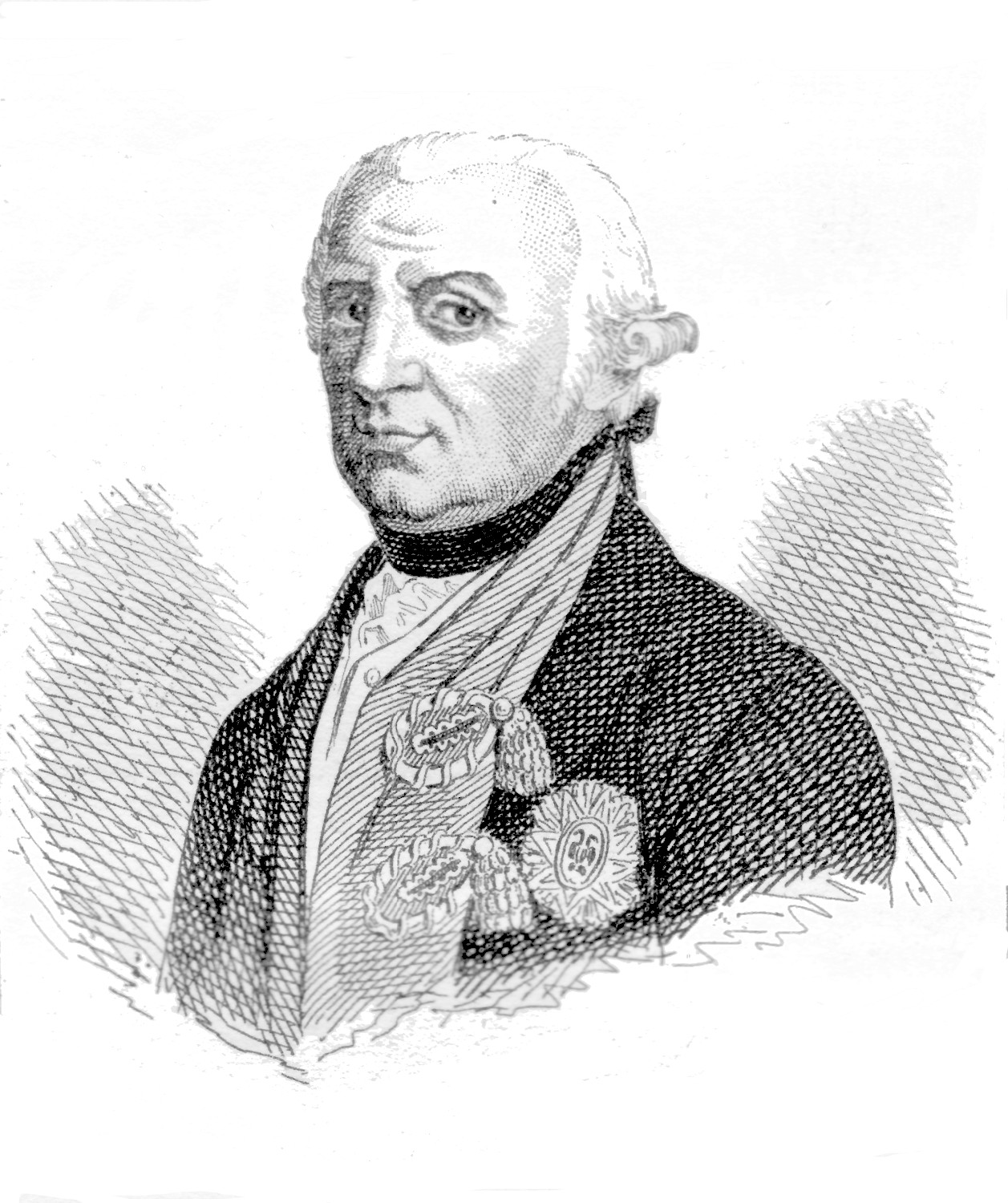
De Pruisische bevelhebber, de hertog Karel Willem Ferdinand van Brunswijk

De Staten-Generaal kondigden half augustus een verbod af om Holland steun te bieden. In verschillende steden waren inmiddels commissies voor het defensiewezen actief, die de verdediging organiseerden. De commissie verzameld in Woerden speelde daarbij een sleutelrol. In een aantal Hollandse steden, zoals Delft kon onder leiding van Adam Gerard Mappa op de valreep alsnog een omwenteling worden gerealiseerd. Het werd echt spannend toen op 10 september een Pruisisch ultimatum van kracht werd. Drie dagen later trok een Pruisisch leger via Nijmegen en Westervoort de Republiek binnen. De stad Utrecht, verdedigd door Rijngraaf van Salm werd zonder slag of stoot ingenomen. Krijgsgevangenen, onder wie Van der Capellen tot de Marsch werden afgevoerd naar Wesel. In Friesland hielden de patriotten, die zich onder leiding van Court Lambertus van Beyma hadden verschanst in Franeker, het nog een week langer uit. Op 19 september werd Gouda ingenomen, en na een aanwezigheid van 10 dagen weer verlaten met achterlating van 60 man. Toen de Oranjerestauratie een feit was, werden honderden patriotten gevangengenomen en er volgden wraakacties door prinsgezinden, onder andere in 's-Hertogenbosch in de nacht van 9 op 10 november. Bij meer dan 850 huizen werden de ramen ingeslagen, 250 huizen werden ook geplunderd. De volgende dag kwam het tot plunderingen in Tiel.
Veel patriotten verzamelden zich uiteindelijk in Amsterdam. Toen die stad zich op 10 oktober had overgegeven, vluchtten de kopstukken naar Parijs en duizenden anderen via Antwerpen en Brussel naar Noord-Frankrijk (Frans-Vlaanderen). Daar kregen de patriotten geldelijke steun van Lodewijk XVI, die hoopte zodoende de werkgelegenheid ter plekke te stimuleren. Onder de patriotten Johan Valckenaer en Court Lambertus van Beyma ontstond grote onenigheid over de administratie en de hoogte van de uitkering en oude vriendschappen sloegen om in vijandschappen.
Er werden in de navolgende jaren vijf doodvonnissen uitgesproken tegen patriotten die de vestiging van een garnizoen hadden verijdeld. Het betrof Robert Jasper van der Cappelen van de Marsch, de leider van de patriotten in Gelderland, burgemeester Rauwenhoff en de twee predikanten uit Elburg, en Cornelis van den Burg, een burgemeester van Bolsward. De vonnissen zijn nooit uitgevoerd en omgezet in verbanning. H.W. Daendels, die was gevlucht, werd voor eeuwig uit het gewest Gelderland verbannen. Een andere bekende patriot, die moest vluchten is Pieter Vreede en telg uit het rijke geslacht Vreede. Zodoende stichtte hij later in België en Noord-Brabant grote textielfabrieken die bijdroegen aan de economische ontwikkelingen van die gebieden. Daarom is zijn naam in die regio's nog steeds op veel plekken te vinden met name in Tilburg is zijn naam nog erg bekend.

## Oranjerestauratie (1787–95)
De Pruisische interventie betekende dat het Orangistische stadhouderlijk stelsel werd gerestaureerd en uiteindelijk nog zeven jaar kon worden voortgezet. Wel was Willem V nu zodanig afhankelijk geworden van zijn royale bloedverwanten voor het handhaven van zijn gezag, dat Nederland de facto een Brits-Pruisisch protectoraat werd. Dit zou worden vastgelegd in verdragen die op 15 april 1788 werden getekend in Den Haag en Berlijn. Daarenboven werd de Akte van Garantie opgesteld, die Willem uitzonderlijk grote binnenlandse macht toekende en vastlegde dat het erfstadhouderschap, alsmede de functies van kapitein-generaal (bevelhebber van het leger) en admiraal-generaal (bevelhebber van de vloot), voor eeuwig werden opgedragen aan het Huis Oranje-Nassau. Bovendien moesten Nederlanders in vele beroepen voortaan de Eed op de Constitutie afleggen ter versterking van de positie van de erfstadhouder. In allesbehalve naam werd de Republiek daarmee een monarchie.
Toen een jaar later de Franse Revolutie, Luikse Revolutie en Brabantse Omwenteling uitbraken in het zuiden, vormde dit een nieuwe bedreiging voor het Oranje ancien régime en nieuwe hoop voor de patriotten. Hendrik van der Noots voorstellen om prins Frederik, de tweede zoon van stadhouder Willem V, uit te roepen tot stadhouder van een vrije Zuid-Nederlandse Republiek en een mogelijke hereniging van de Zeventien Provinciën, werden in mei 1789 afgewezen door de Hollandse raadspensionaris Laurens Pieter van de Spiegel. Het motief hiervoor lijkt niet zozeer de religieuze verschillen tussen noord en zuid te zijn geweest als wel de economische concurrentie die het noorden vreesde als de Schelde weer werd geopend voor de handel van en naar Antwerpen. Toen politieke steun uit Holland, Engeland en Pruisen uitbleef, vormden de Zuid-Nederlandse patriotten zelf een leger in Breda, waarmee zij tijdelijk succes boekten en op 11 januari 1790 de Republiek der Verenigde Nederlandse Staten uitriepen. Onderlinge conflicten tussen de conservatieve (aristocratische) Statisten en de progressieve (democratische) Vonckisten enerzijds en de intrekking van indirecte militaire steun van Pruisen anderzijds luidde het einde van de "Belgische" patriottenbeweging in december 1790 in. De Luikse Republiek ging eveneens ten onder in januari 1791.

## Franse bezetting (1794–95)
In 1794 kwamen de Fransen onder generaal Pichegru de Republiek bezetten, daarbij geholpen door het Bataafs Legioen van Daendels, dat uit uitgeweken patriotten bestond. In januari 1795 werden overal in de Republiek de prinsgezinde vroedschapsleden verzocht het kussen te verlaten. De Bataafse republiek werd ingesteld, met een uitgebreid hervormingsprogramma en veel vergaderingen. De patriotten raakten opnieuw verdeeld over de eenheidsstaat of instandhouding van de macht van de gewesten. De federalisten waren vooral bang dat Holland en Amsterdam te veel invloed zouden uitoefenen. Daendels reageerde in januari en juni 1798 met een tweetal staatsgrepen. Bij de laatste staatsgreep werden de radicalen onder de patriotten in hun invloed beperkt en tijdelijk opgesloten.
De betekenis van de Patriottenbeweging moet niet worden onderschat. Van orangistische zijde werden de patriotten als exercerende winkeliers of landverraders afgeschilderd, vanwege hun heulen met Frankrijk. Veel van de ideeën uit de Franse Revolutie, zoals de eenheidsstaat, scheiding van kerk en staat, gelijkberechtiging en kritiek op slavernij werden tijdens de Bataafse Republiek verwezenlijkt. De hervormingen zijn tijdens het Koninkrijk Holland verder uitgewerkt en na 1813 door het Koninkrijk der Nederlanden overgenomen.

## Canon van Nederland
De patriotten zijn als een van de vijftig thema's opgenomen in de canon van Nederland van de commissie-Van Oostrom.

## Patriotten elders
Buiten de Republiek wordt het begrip "patriotten" ook gebruikt voor andere bewegingen, zoals die in de jaren 1770 de Amerikaanse Onafhankelijkheidsoorlog in de Noord-Amerikaanse dertien koloniën ontketende tegen het Britse Rijk. Later, eind jaren 1780, sloeg hij ook op de beweging, bestaande uit statisten en vonckisten, die in de Oostenrijkse Nederlanden de Brabantse Omwenteling ontketende tegen de Habsburgse monarchie.